# Akbar

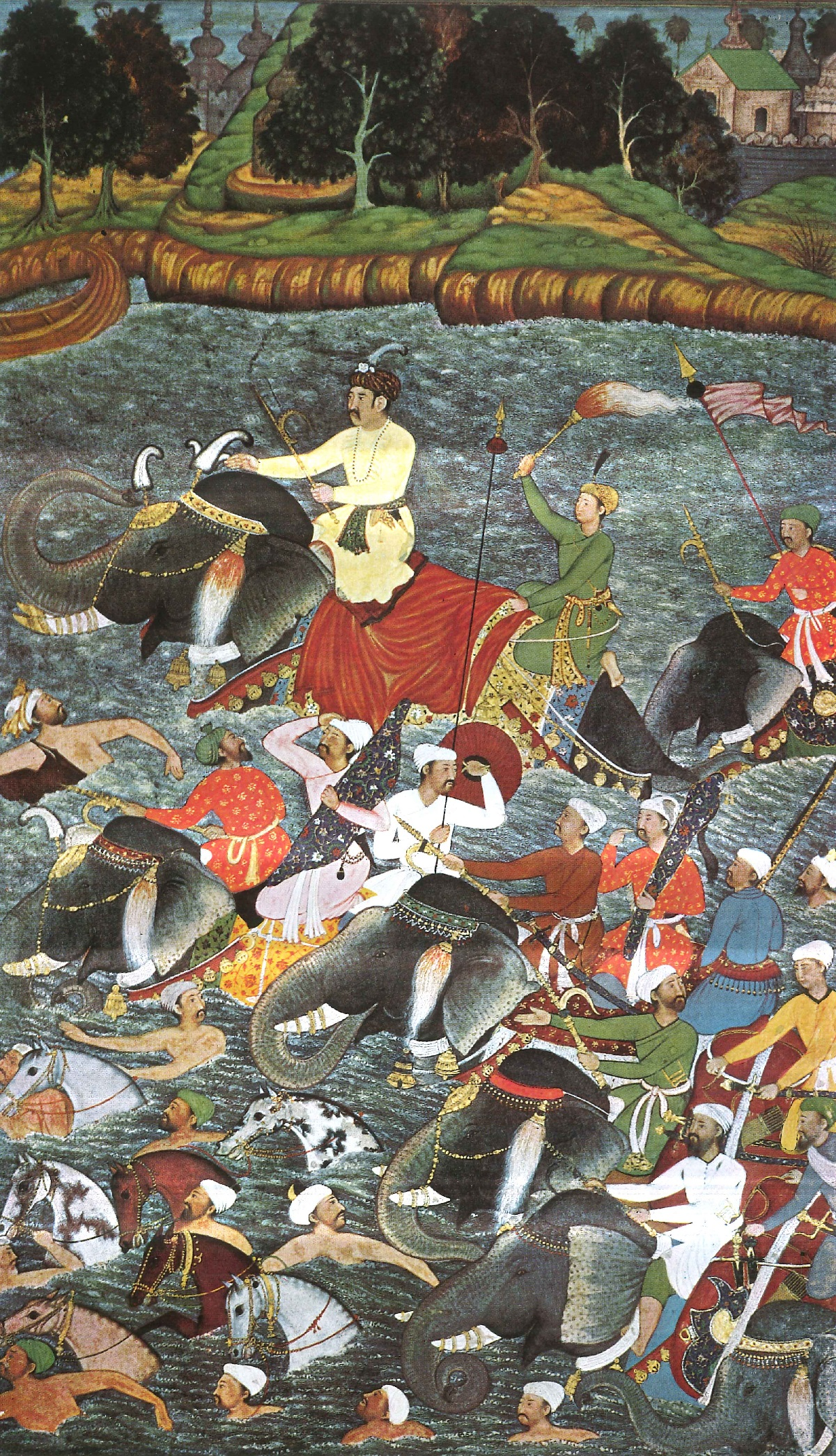
Akbar durchquert den Ganges, Ikhlas, 1600

Dschalāludin Mohammed Akbar, genannt Akbar der Große und meist einfach Akbar (im englischsprachigen Raum Jalaluddin Muhammad Akbar, persisch جلال الدین محمد اکبر, DMG Ǧalāl ad-Dīn Muḥammad Akbar, geb. 15. Oktober 1542 in Umarkot, Sindh; gest. 27. Oktober 1605 in Agra), war von 1556 bis 1605 Großmogul von Indien und gilt neben Ashoka als einer der beiden bedeutendsten Herrscher in der Geschichte des Landes. Er festigte als hervorragender Diplomat und Militärstratege seine neu gewonnenen Gebiete durch eine Politik religiöser Toleranz im Dialog mit Vertretern der wichtigsten Glaubensrichtungen. Akbar heiratete als erster Mogul-Herrscher eine Hindu, eine Rajputen-Prinzessin aus Amber, und schaffte die den Nichtmuslimen auferlegten Sondersteuern ab. Indem er – oft durch Eheschließungen – die Loyalität lokaler Fürsten gewann, gelang es ihm, ein effizientes Herrschaftssystem einzuführen.

## Leben

### Jugend und Aufstieg zum Alleinherrscher
Akbar wurde geboren, als sein Vater Nasir ud din Muhammad Humayun auf der Flucht nach Persien war. Nach dessen Tod folgte er 1556, im Alter von 13 Jahren, seinem Vater auf den Thron. In den ersten vier Jahren seiner Herrschaft unterstand er noch der Regentschaft von Bairam Khan. Akbar und sein Vormund siegten in der zweiten Schlacht von Panipat gegen Hemu, einen Heerführer und ersten Minister der Suriden, der im Oktober 1556 Delhi besetzt und sich unabhängig gemacht hatte. Im Jahr 1560 entmachtete Akbar den Regenten Bairam Khan. Akbars Milchbruder Adham Khan, der am Hof die Gruppe der Gegner Bairam Khans anführte, ließ den gestürzten Regenten Anfang 1561 ermorden. Nachdem Adham Khan 1562 einen weiteren Gegenspieler ermordet hatte, stach Akbar selbst Adham Khan nieder und ließ ihn zu Tode stürzen. Fortan regierte Akbar unangefochten.

### Ausweitung des Reiches

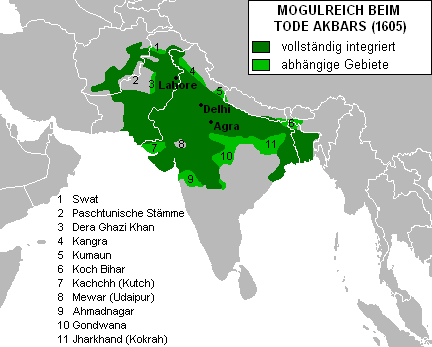
Ausdehnung des Mogulreiches beim Tode Akbars (1605)

Als Akbar die Alleinherrschaft antrat, umfasste das Mogulreich kaum noch mehr als das Punjab und das Gangestal bis zur Grenze des Sultanats von Bengalen, im Süden reichte es nur bis Gwalior. Akbar unternahm eine Vielzahl von Kriegszügen, um Nachbarstaaten zu unterwerfen. Zunächst eroberte er den Rajputenstaat Jaipur. Auf der Seite der Rajputen waren die Ranas Udai Singh II. (reg. 1537–1572) und dessen Sohn Pratap Singh (reg. 1572–1597) von Mewar die Haupt-Gegenspieler. Als Akbar 1567 Chittorgarh zu belagern begann, verließ Udai Singh die Stadt und gründete Udaipur. Als Akbar im Folgejahr Chittorgarh einnehmen konnte, ließ er dort ein Massaker durchführen. Obwohl der harte Kern der Rajputen nie kapitulierte, gelang es Akbar, einen Teil von ihnen auf seine Seite zu ziehen, darunter den Raja von Amber. 1559 eroberte Akbar die Festung Ranthambhor, danach das verbleibende Rajasthan, außer Mewar und dessen Hauptstadt Udaipur. 1572 eroberte Akbar das Sultanat von Gujarat samt der Hafenstadt Surat, dem Schlüssel für den Handel mit Ägypten, der arabischen Halbinsel und den Häfen am Persischen Golf. Die Eroberung des Sultanats von Bengalen erfolgte von 1574 bis 1576. Kaschmir wurde 1586 erobert, Orissa 1592 und Sindh 1595. Danach fiel auch der Großteil des Dekkan-Hochlandes an Akbar. Er hatte in Nordindien – und nach Westen und Nordwesten darüber hinaus – ein Großreich geschaffen, das von Kandahar und Badachschan bis Bengalen reichte. Lediglich Teile des Dekkan konnte er nicht erobern bzw. nicht dauerhaft halten.
In seinen Feldzügen setzte Akbar Kriegselefanten und schnelle, leichte Reiterei, genauso wie Kanonen, Musketiere und Pionierkorps ein. Seine Truppen wurden in Friedenszeiten durch Treibjagden in Übung gehalten. Mitunter kämpfte Akbar unter Einsatz seines Lebens selbst, es gibt viele Beispiele für seinen großen persönlichen Mut. Akbars Strategie war es, geschlagene Gegner großzügig zu behandeln und sie damit an sich zu binden. Das gleiche Ziel verfolgte er mit seiner weit gespannten persönlichen Heiratspolitik – er hatte mehr als 30 Ehefrauen.
Zwei größere Aufstände des muslimischen Adels afghanischer und turkomongolischer Herkunft bedrohten seine Herrschaft. Beide wollten Akbars Halbbruder Hakim, den Fürsten von Kabul, zum Herrscher machen. Einer davon fand 1580/1 statt: In Bengalen rief der afghanische Adel Hakim zum Herrscher aus, und Akbar eroberte daraufhin 1581 persönlich Kabul. Es scheint, dass hier Einflussverschiebungen im Interesse der Zentralregierung nicht nur unter religiösen, sondern auch unter ethnischen Gesichtspunkten stattfanden und sich die Benachteiligten erhoben.

### Verwaltungsreformen und Landesausbau

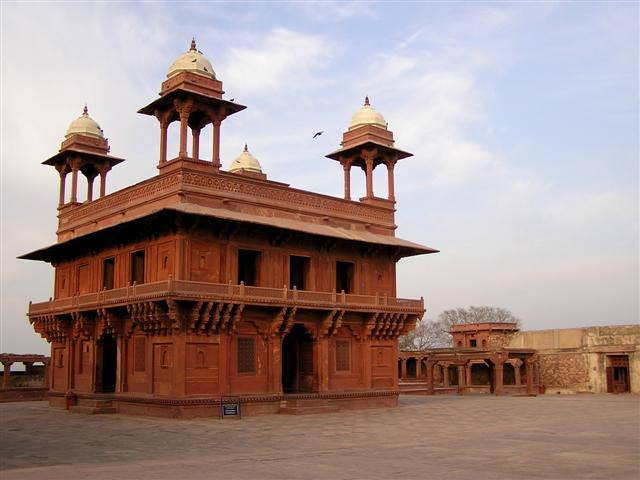
Diwan-i-Khas, die private Audienzhalle in Fatehpur Sikri

Akbar war ein Verwaltungsreformer, der mit Hilfe seiner Minister (Abu 'l-Fazl, Todar Mal und andere) eine zentrale Verwaltung organisierte, die angesichts der Größe des Reiches durchaus effektiv war, besonders wenn man sie mit der seiner Nachfolger vergleicht. Die Aufteilung der obersten Verwaltungsebene unter zwölf Ministern nach Sachgebieten war eine der Neuerungen, die Akbar einführte. In der Praxis mussten beispielsweise vier Beamte und ein Minister eine Soldanforderung für einen Offizier signieren, bevor dafür überhaupt ein Konto eingerichtet wurde. Dann brauchte es noch der Zustimmung des Herrschers, der von drei Ministern und sechs Beamten, bevor der Sold ausgezahlt wurde.
Seine Verwaltung schaffte die pauschale Besteuerung von Dörfern ab und ließ die Steuern stattdessen nach dem Ertrag berechnen; eine in Indien zuvor noch nie praktizierte Vorgehensweise. Um direkten Zugriff auf die Steuern zu haben, schaffte er die untergeordnete Verwaltungsgliederung in Länder ab und erklärte das gesamte Reich zu königlichem Besitz. Königliche Beamte trieben die Steuern ein, nicht mehr Bevollmächtigte der lokalen Fürsten. Die Steuern wurden den Bauern zunehmend in Geldform abverlangt. Mit diesem Geld stellte Akbar ein stehendes Heer auf. Umgekehrt wurden Bauern für Ernteausfälle entschädigt, die das Heer verursachte.
Der Staat bemühte sich weiterhin um eine Vergrößerung der Anbaugebiete, die Sicherung der Straßen und um die Verbesserung des Postwesens. Unter Akbar etablierte sich ein neues Währungssystem. Die von Sher Shah Suri eingeführte Rupie wurde zur Hauptsilbermünze des Reiches, dazu führte Akbar den goldenen Mohur ein. Sie lösten ältere, im Wertverfall befindliche Münzeinheiten ab. Auch Maße und Gewichte sollten vereinheitlicht werden. Dazu kam eine Straffung der Justizverwaltung, wobei allerdings, nach heutigen Maßstäben, grausame Urteile bis hin zur Todesstrafe weiterhin verhängt wurden.
Viele von Akbars Maßnahmen gab es schon unter früheren Herrschern, aber seine lange, verhältnismäßig ruhige Regierungszeit festigte sie in besonderem Maße oder verschaffte ihnen überhaupt erst Geltung. Auf sozialem Gebiet ging er gegen Kinderheiraten, und Glücksspiel vor und beschränkte die Prostitution.
Abu 'l-Fazl berichtet, dass Akbar im siebten Jahr seiner Regierung in einem Erlass die Versklavung von Kriegsgefangenen verbot, wobei er sich insbesondere auf Frauen und Kinder von aufständischen Kämpfern bezog. Das Verbot begründet er damit, dass im Falle, dass ein Mann „eine böse Sache verfolgt“, weder seine Frauen noch seine Kinder dafür verantwortlich gemacht werden könnten.

### Religionspolitik

#### Einbindung der Hindus in die Herrschaft
Akbars Religionspolitik war schon früh von Entgegenkommen gegenüber den Hindus gekennzeichnet. In seinem achten Regierungsjahr, das dem Jahr 1563/64 entspricht, erließ er die üblicherweise von indischen Herrscher eingezogene Sondersteuer auf Pilgerfahrten zu hinduistischen Heiligtümern. Er hielt solche Pilgerfahrten zwar für Aberglauben, meinte aber, dass es die Art und Weise dieser Menschen sei, Gott zu verehren, weswegen es nicht gottgefällig sei, ihnen Steine in den Weg zu legen. Im folgenden Jahr 1564/65 schaffte er die Dschizya für Nichtmuslime ab. Außerdem erlaubte er Teile der Hindu-Riten (Feste, Kleidung) bei Hofe und heiratete im Jahr 1562 Hira Kunwari (auch Harkha Bai, Jodhaa Bai), die Tochter von Raja Bharmal von Amber. Sie trat unter dem Namen Mariam-uz-Zamani zum Islam über und wurde Mutter von Salim.
Der öffentliche Dienst wurde als Karrieremöglichkeit unter Akbar theoretisch für Hindus vollständig geöffnet. Allerdings zeigen die Regierungslisten im Āʾīn-i Akbarī, dass von 415 höheren Beamten nur 51 Hindus waren (entspricht 12 %), und zwar fast ausschließlich Radschputen, die Akbar mit seiner Politik günstig zu stimmen versuchte. Die Einbindung von Hindus in die Herrschaft hatte strategische Gründe. Wenn z. B. ein Hindu namens Man Singh der Statthalter (subahdar) von Kabul wurde, so minderte das auch das Risiko einer Loslösung dieser Provinz. Der Verwaltungs- und Steuerreformer Todar Mal war z. B. ein Hindu aus einfachsten Verhältnissen.
Akbar verfügte allerdings, dass keine hinduistische Witwe gegen ihren Willen zum Sati, also zur Verbrennung auf dem Scheiterhaufen ihres verstorbenen Mannes, gezwungen werden dürfe. Als er einmal von einem solchen Fall hörte, eilte er selbst dorthin, aus Furcht, dass die Entsendung eines Agenten zu lange dauern könnte, und nahm die Verwandten, die versuchten, die Witwe auf den Scheiterhaufen zu zwingen, gefangen.

#### Religionsdiskussionen

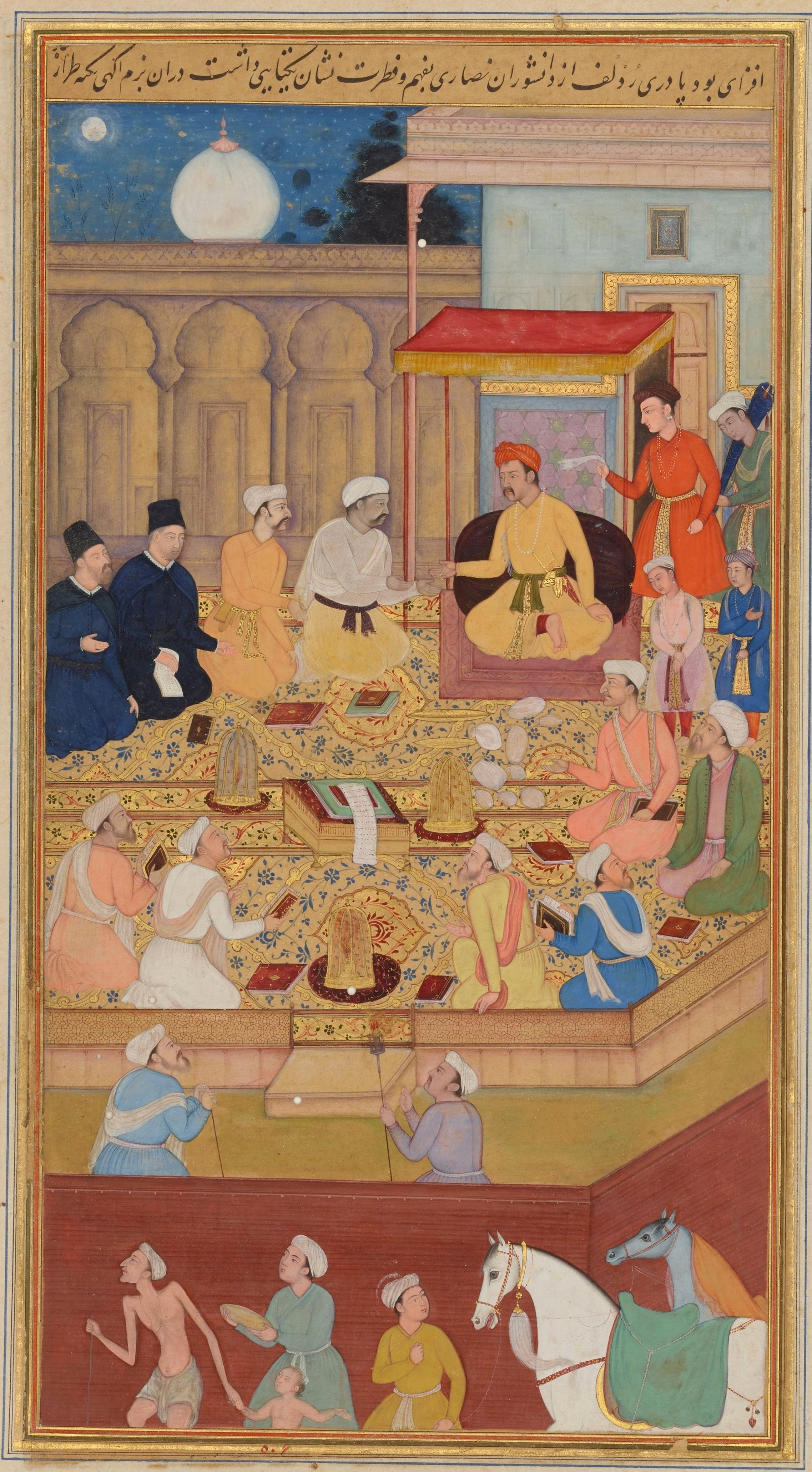
Akbar in seinem ʿIbādat-Chāna bei der Durchführung religiöser Diskussionen, an denen auch Jesuiten (in Schwarz) teilnahmen, Illustration des Chester-Beatty Akbar-nāma von ca. 1600

Akbar war auch ein Philosoph und Denker, der sich sein Leben lang mit der Suche nach einem „wahren“ Glauben beschäftigte. In der ersten Periode seiner Herrschaft (ca. bis 1573/75) vertrat Akbar öffentlich den sunnitischen Islam hanafitischer Richtung. Privat war er Anhänger des Sufismus und verehrte besonders den Heiligen Salim Chishti, der ihm die Geburt seines Thronfolgers vorausgesagt hatte, und andere Heilige des muslimischen Chishti-Ordens.
Mit der Eroberung Gujarats (1573) umspannte das Mogul-Reich beinahe ganz Nordindien. Damit stand Akbar vor der Aufgabe die vielfältigen Religionen und Völker seines Reiches (mit ihren jeweiligen Rechtsformen) gleichermaßen zu verwalten. 1575 ließ er dazu in Fatehpur das ʿIbādat-Chāna („Haus der Anbetung“), eine Disputationshalle für religiöse Fragen, errichten. Über religiöse Fragen konnte von nun an ergebnisoffen disputiert werden und die bis dato praktizierte Rechtsauslegung Taqlid wurde zugunsten des uneingeschränkten Idschtihād abgelöst.
In seinem 23. Regierungsjahr (1578/79) öffnete Akbar die Diskussionen in seinem ʿIbādat-Chāna auch für Angehörige anderer Religionen. An diesen Diskussionen nahmen nach Aussage Abu 'l-Fazls nun neben Sufis, Philosophen, Kalām-Gelehrten und sunnitischen und schiitischen Rechtsgelehrten auch Brahmanen, Jainas, Christen, Juden, Sabier und Zoroastrier teil. Wahrscheinlich sind diese Angaben etwas übertrieben, denn Sabier waren in der konfessionellen Realität des Mogulreichs nicht existent, und für die Teilnahme von Juden gibt es keinerlei andere Zeugnisse. Bekannt ist aber, dass Akbar auch portugiesische Jesuiten aus Goa an seinen Hof einlud, darunter Rodolfo Acquaviva.
Bei den christlich-muslimischen Religionsgesprächen Patres ergriff Akbar so gut wie immer Partei für die christliche Seite. Er betrachtete die jesuitischen Patres als willkommene Verbündete bei seinen Bestrebungen, die muslimischen Gelehrten zu entmachten. Der jesuitische Missionar Antonio Moserrate berichtet, dass der Herrscher als Anwalt der Patres fungierte und keine Gelegenheit verstreichen ließ, ihnen Beifall zu spenden. Muslime und Christen maß Akbar mit zweierlei Maß: Während er islamische Wunderberichte wie denjenigen über Mohammeds Himmelfahrt als mit der Vernunft unvereinbar zurückwies, trat er dagegen mit seiner ganzen Autorität für die Wahrheit der Berichte über die Wunder Jesu ein. Insofern handelte es sich bei den muslimisch-christlichen Gesprächen nicht um ein Forum, bei dem „in unparteiischer Weise über die Qualitäten der verschiedenen Konfessionen debattiert wurde“, sondern um eine Bühne, auf der der „Islam, das Haupthindernis auf dem Weg zu Akbars eigener religiöser Führerschaft, als lächerlicher Aberglauben“ entlarvt werden sollte.

#### Der Mahzar
Im September 1579 entmachtete Akbar die orthodoxen ʿUlamā' schließlich vollständig, indem er sie den sogenannten Mahzar (maḥẓar = „Protokoll“) unterzeichnen ließ, das ihn zum obersten Mudschtahid und „gerechten Imam“ (imām-i ʿādil) erhob, dem sich alle anderen Gelehrten unterzuordnen hatten. Bei Zuwiderhandlungen gegen die Entscheidungen des Herrschers drohte, wie ʿAbd al-Qādir Badāʾūnī schreibt, „der Verlust des Eigentums und der religiösen Welt Privilegien in dieser Welt und die Verdammung in der künftigen Welt“. Gelehrte, die mit dieser Religionspolitik nicht einverstanden waren, wie Scheich ʿAbd an-Nabī und Machdūm al-Mulk wurden in die Verbannung nach Mekka geschickt.

#### Din-i ilahi
Von dem religiösen Austausch mit Nicht-Muslimen angeregt und unter dem Einfluss des Gelehrten Shaikh Mubarak-i Nagauri entstand 1582 eine neue religiöse Bewegung: der Din-i ilahi. Dass es sich bei dieser Bewegung um eine neue Religion handelt lässt sich aus folgendem Grund allerdings verwerfen: Zwar setzte Akbar bei seiner Ausübung des Islam andere Akzente als zuvor, legte den Grundstein aber auf die Strömungen der Zeit, speziell den Neuplatonismus, der zur Zeit Akbar als „allgemeine Standardlehre“ angesehen war und sich zusammen mit dem Aristotelismus und den Traditionswissenschaften zur höheren Gelehrsamkeit zusammensetzten. Theologisch lehnte er den Taqlid ab und übernahm den Idschtihad, d. h. eine auf Vernunft basierende Auslegung des Islam. Ein weiterer wichtiger Bestandteil des Din-i ilahi war die Sonnenmetaphorik und -verehrung. Die Sonne wurde dabei nicht direkt als Gott, sondern vielmehr als „Licht Gottes“ verehrt. Im Rückgriff auf den Neuplatonismus wurde die Sonne dabei als erste Emanation Gottes betrachtet, aus der in weiteren Schritten die Welt hervorging. In diesem Sinne war es dem Gläubigen möglich, in der Sonne das ewige Licht Gottes zu erkennen und in ihrem Anblick Gott selbst im Jenseits zu schauen. Aber auch im Kontext bestehender Traditionen wurde die Sonnenverehrung etabliert. So führte Akbar das traditionelle Nauruz-Fest wieder ein, das er als Sonnenfest auffasste. Außerdem sah sich Akbar selbst in einer unmittelbaren Beziehung zu Gott und führte das ursprünglich hinduistische Ritual des darshan ein, das hauptsächlich darin bestand, jeden Morgen vor seinen Untertanen auf dem Balkon seines Palastes zu erscheinen. Darshan ist auch das segenbringende Betrachten von Hindugöttern im Tempel, so dass Akbar sich als Repräsentant Gottes auf Erden darstellte.
Orthodoxe Muslime (z. B. ʿAbd al-Qādir Badāʾūnī) und jesuitische Missionare warfen Akbar aufgrund dieser Entwicklungen vor, vom Islam abgefallen zu sein. Diese Einschätzung könnte jedoch auch auf ihre kontextbedingte parteiische Sichtweise zurückgeführt werden. Rückblickend kann der Din-i ilahi als eine langsam aus dem Islam herauswachsende Bewegung verstanden werden, da einerseits traditionelle Elemente vorhanden blieben, diese jedoch mit rationalistischem Gedankengut verbunden wurden.
Zwar nahm Akbar in seine neue pantheistische Glaubensrichtung nur einen kleinen Kreis ausgesuchter Höflinge auf, ihm haftete jedoch das Verdienst religiöser Toleranz und annähernder Gleichberechtigung von Muslimen und Hindus an, was auch zur Stabilisierung des Mogulreiches beitrug. An seinem Hof beschäftigte er Miyan Tansen (Hindu, 1562 berufen), einen legendären Musiker, dem Wunderdinge, wie z. B. der Regenzauber, nachgesagt wurden.

### Kulturelles Wirken
Akbar war ein großer Förderer der Wissenschaft, Malerei und Literatur, insbesondere der persischen Sprache – der Hofsprache der Moguln. Trotz allem blieb er selbst ein Analphabet. In den letzten drei Jahrzehnten seiner Herrschaft entstand so eine hindu-muslimische Mischkultur, in der auch Hindu-Werke übersetzt (der orthodoxe Muslim ʿAbd al-Qādir Badāʾūnī musste z. B. das Mahabharata übersetzen) und bei Hofe gefeiert wurden. Die Hofsprache war Persisch.

#### Bauten

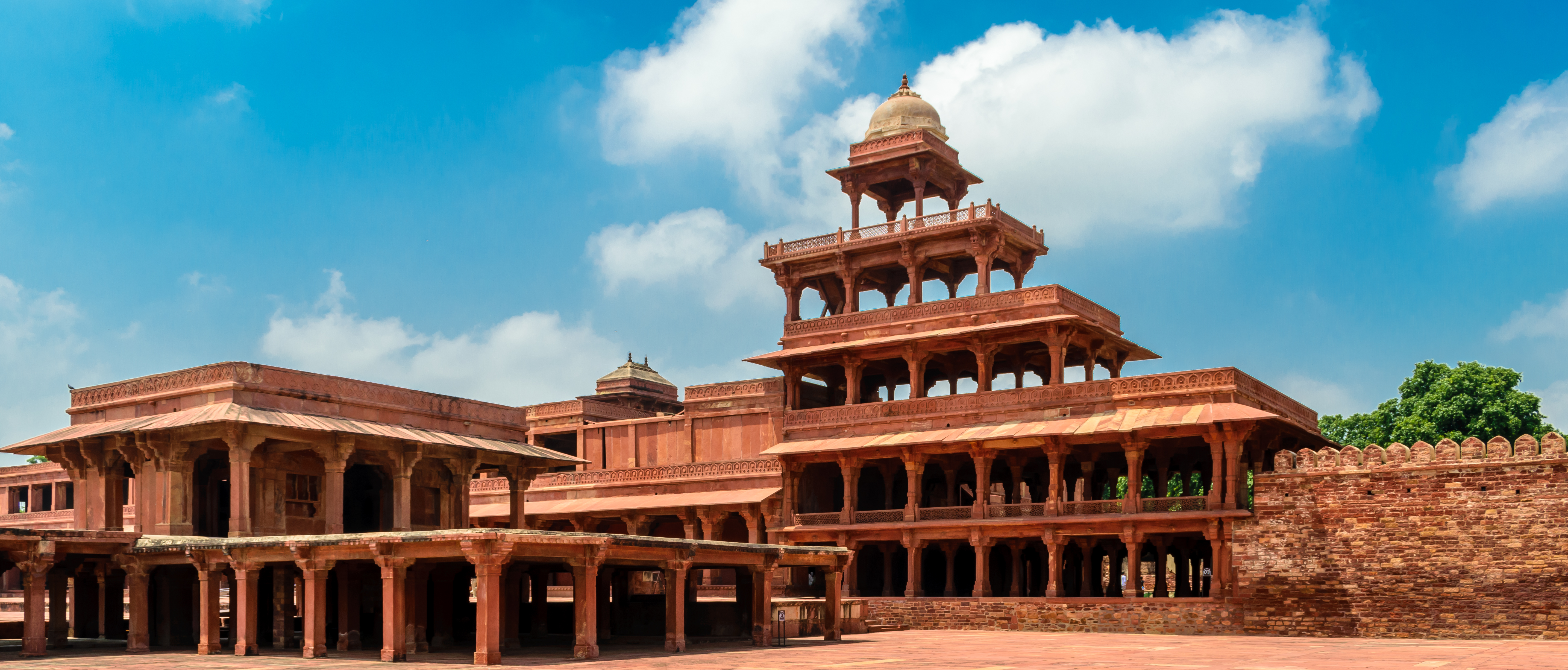
Fatehpur Sikri – Panch Mahal

Akbar war ein großer Bauherr, der sich und seinen Hof in den Jahren 1569 bis 1576 mit Fatehpur Sikri eine – in architektonischer Hinsicht ungewöhnliche – neue Hauptstadt erbauen ließ, die er angesichts ständiger Ortswechsel aber kaum bewohnte. Im Jahr 1585 verließ er die Stadt und hielt sich aus Sorge vor einem Usbeken-Einfall dreizehn Jahre in Lahore auf, abgesehen von drei Abstechern ins geliebte Kaschmir. Heute ist nur noch ein kleiner Teil Fatehpur Sikris bewohnt. Hinzu kamen der Bau des Roten Forts in Agra und das Mausoleum seines Vaters Humayun in Delhi, die ihn als erfindungsreichen Bauherren kennzeichnen. Auch sein Grabmal in Sikandra (Akbar-Mausoleum), dessen Planungen wohl zum Teil noch auf ihn selbst zurückgehen, beschreitet in architektonischer Hinsicht neue Wege.

#### Malerei
Die von Humayun gegründete Malschule der Moghulkaiser erfuhr unter Kaiser Akbar ihre erste Blütezeit. Er ließ literarische und historische Werke, darunter seine eigene Regierungsgeschichte, das Akbar-nāma, kunstvoll illustrieren und sein Hof übte auch auf Dichter wie Ḥusain Ṯanāʾī Mašhadī große Anziehungskraft aus. Auch sein Sohn und Nachfolger förderte die Malerei.

#### Einführung des Tabakrauchens
Asad Beg Qazwīnī, der in den letzten Herrschaftsjahren am Hofe Akbars tätig war, berichtet, dass sich während dessen Regierung durch sein Zutun das Tabakrauchen im Mogulreich verbreitete und der Herrscher selbst dieser Praxis aufgeschlossen gegenüberstand und eine Tabakpfeife ausprobierte. Als ihm sein Leibarzt dies verbieten wollte und darauf verwies, dass in den Büchern nichts über diese neuartige „Medizin“ zu finden sei, soll ihm Akbar entgegnet haben: „Wir dürfen nichts ablehnen, was von den Weisen anderer Nationen übernommen wurde, nur weil wir es in unseren Büchern nicht finden können. Wie sollen wir sonst weiterkommen?“

### Thronfolge

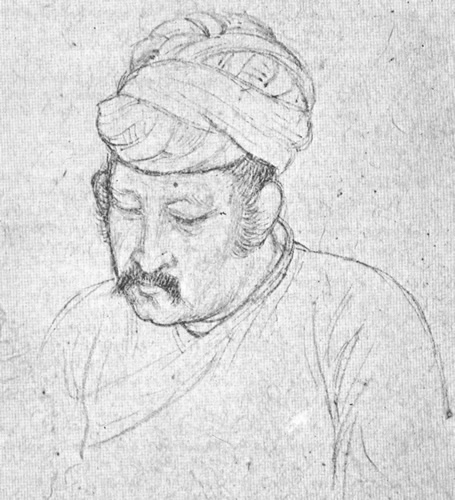
Akbar, Zeichnung von ca. 1605

Vor Akbars Tod kam es zu Rivalitäten unter den Prinzen, bzw. zwischen Akbar und seinem ältesten Sohn Salim. Salim, der spätere Kaiser Jahangir, brachte den Minister Abu 'l-Fazl um und zog schon gegen Agra, als die Frauen des Hofes eine Versöhnung erreichten (1602/03). Akbar hätte Salim gern von der Thronfolge ferngehalten, doch blieb ihm zuletzt nur die Wahl zwischen Salim und dessen Sohn Khusrau, da seine beiden anderen Söhne bereits verstorben waren.

## Rezeption
Innerhalb der Religionswissenschaften wird über die Frage debattiert, ob Akbar als Synkretist gelten kann oder nicht. Weiterhin wird zunehmend der Frage nachgegangen, auf welchen Islam sich Akbar konkret bezieht und worauf seine religiösen Bestrebungen zurückgeführt werden können. Für den Indologen Heinrich von Stietencron, der Akbar nach dem aktuellen Forschungsstand darstellt, gilt Akbar in Bezug auf seine Religionspolitik als Synkretist und Rationalist:
„Akbar versuchte, die wesentlichen Elemente der ihm zugänglichen Religionen zu erkennen und, soweit sie ihn überzeugten, in ein den Islam fortschreibendes und weiterentwickelndes System zu integrieren.“
„Akbar hielt am Islam, vor allem an dessen Monotheismus fest. Aber die religiösen Dispute bestärkten ihn auf dem Weg eines konsequenten Rationalismus.“
Laut Stietencron stehen im Hintergrund Akbars Religionspolitik Rationalisierungsprozesse, die aus dem, ihm zugehörigen Islam selbst stammen. Der Religionswissenschaftler Michael Bergunder dagegen lehnt den Synkretismusbegriff ab und betont, dass Akbar seine rationalistische Religionspolitik, wie auch weitere Herrscher des Mogulreichs aus den rationalen Wissenschaften bzw. aus dem Neuplatonismus des Islam ableite. Gerald Grobbel wiederum führt Akbars religiöse Bestrebungen auf den Sufismus zurück. Indizien dafür sieht er in dem Verhältnis Akbars zu seinen Schülern, das dem sufischen Gedanken einer Schüler-Lehrer-Beziehung nahekommen solle. Akbar fungiere hier als Wegbereiter und -weiser zur einzigen Gotteserkenntnis, durch seine besondere Rolle als Mittler der Sonne sei er im Besitz der wahren Lehre. Trotz etwaigen Brüchen mit einigen islamischen Konzeptionen sieht Grobbel die Kontinuität der Denkspezifika gewährleistet, wenn auch zum Teil in abgewandelter Form – die Pointe Akbars Lehre sieht Grobbel in deren Begründung durch die Vernunft statt der Tradition.